# Liste der Nummer-eins-Hits in den Hot 100 Airplay (1984)
Diese Liste enthält alle Nummer-eins-Hits in den Hot 100 Airplay Charts im Jahr 1984. Am 20. Oktober dieses Jahres veröffentlichte das US-amerikanische Magazin Billboard die ersten Charts mit den von den Radiostationen in den USA am häufigsten gespielten Musiktiteln.
| Singles |
| --- |
| - Stevie Wonder – I Just Called to Say I Love You - 3 Wochen (20. Oktober – 9. November) - Wham! – Wake Me Up Before You Go-Go - 4 Wochen (10. November – 7. Dezember) - Hall & Oates (Daryl Hall & John Oates) – Out of Touch - 2 Wochen (8. Dezember – 21. Dezember) - Madonna – Like a Virgin - 5 Wochen (22. Dezember 1984 – 25. Januar 1985) |